# کنسولگری ارمنستان در سنت پترزبورگ
کنسولگری ارمنستان در سنت پترزبورگ  (ارمنی: Սանկտ Պետերբուրգում Հայաստանի գլխավոր հյուպատոսություն)،  نمایندگی دیپلماتیک جمهوری ارمنستان در سنت پترزبورگ می‌باشد که در شماره  خیابان ، در منطقهٔ ، سنت پترزبورگ واقع شده‌است. روابط دیپلماتیک بین دو کشور (en) در سال ۱۹۹X برقرار شده است. هم‌اکنون [[]] مقام کنسول جمهوری ارمنستان در سنت پترزبورگ را عهده‌دار است.

## اطلاعات
- آدرس:  ՌԴ, ք. Սանկտ-Պետերբուրգ, Բոլշոյ Պրոսպեկտ ՎԿ, 57/15
- تلفن: +7 812 670 38 08, +7 812 670 35 05